# Zoersel
Zoersel est une commune néerlandophone de Belgique située en Région flamande dans la province d'Anvers.

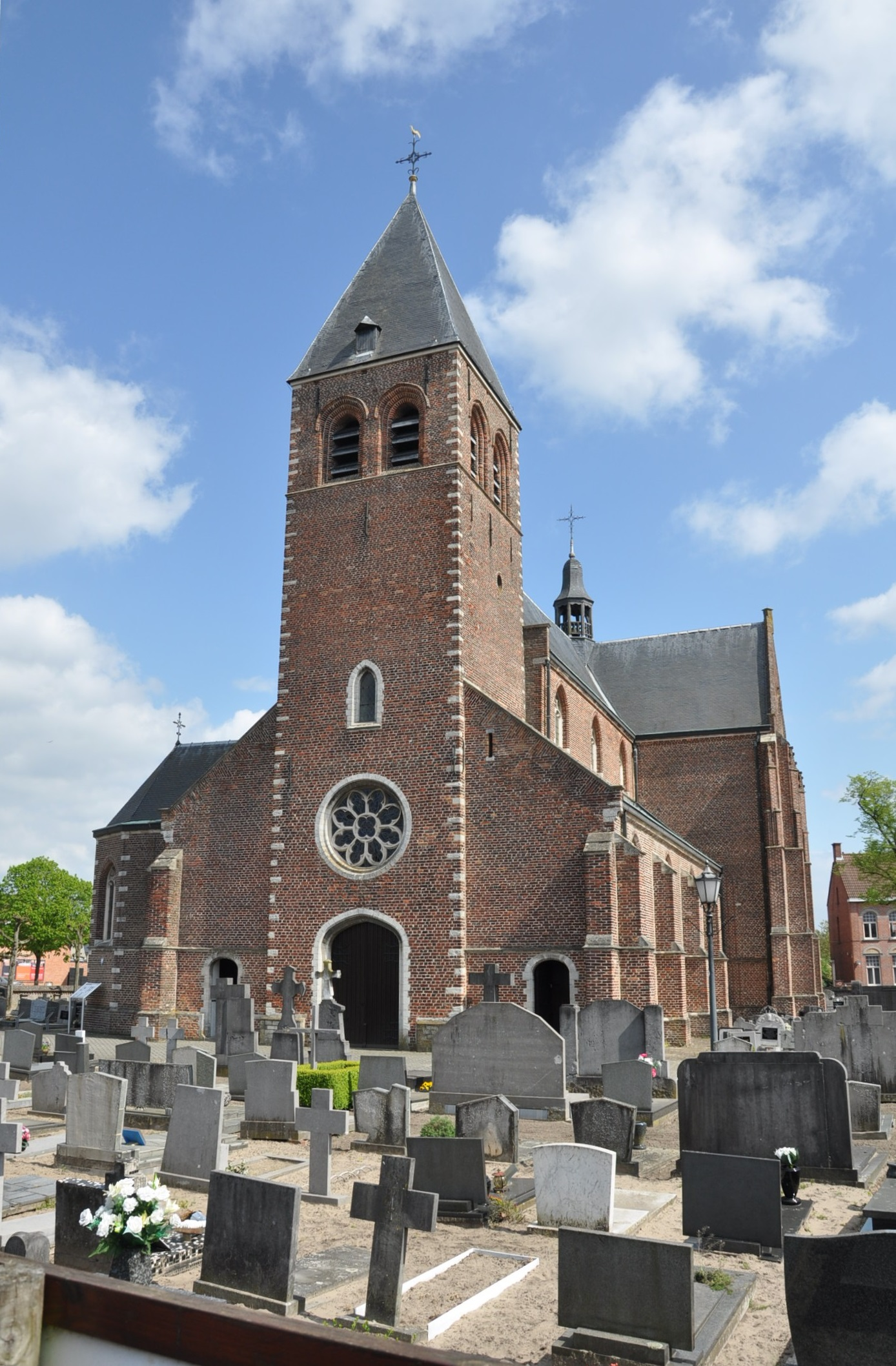
L'église paroissale de Sainte Élisabeth de Hongrie

## Héraldique
|  | La commune possède des armoiries qui lui ont été octroyées le 3 3 juin 1913 et changées le 9 mai 1989. Zoersel faisait jusqu'en 1839 partie de la commune de Westmalle-Zoersel. De 1839 à 1913, la commune n’a pas ses propres armoiries mais adopte en 1913 les anciennes armoiries de Westmalle-Zoersel mais dans les couleurs historiquement correctes. Les deux villages formèrent un domaine jusqu'en 1793. Le domaine appartenait depuis 1738 à la famille Powis et le lion rouge sur un champ d'or était le blason de cette famille. Les nouvelles armoiries combinent les anciennes armoiries avec des parties des armoiries de Halle fusionnée avec Zoersel en 1977. Les armoiries de Halle lui avaient été octroyées le 25 octobre 1954. Elles étaient identiques à celles des derniers seigneurs de Halle, la famille Uilens. La famille Uilens acquit le domaine en 1720. Les armoiries étaient une combinaison des anciennes armoiries Uilens, l’aigle aux premier et quatrième quartiers, combinées aux armoiries de la famille Verbiest. Blasonnement : Divisé 1. d'or à un lion de gueules 2. coupé a) d'argent à un chevron de gueules, accompagné de trois bottes de roseaux de sinople, reliés d'or b. d'argent à un aigle de sable, paté et langué de gueules. (Traduction libre) Source du blasonnement : Heraldy of the World. |

## Géographie

### Sections de la commune
| # | Section | Superf. (km²) | Habitants (2020) | Habitants par km² | Code INS |
| - | ------- | ------------- | ---------------- | ----------------- | -------- |
| 1 | Zoersel | 26,31         | 14.354           | 546               | 11055A   |
| 2 | Halle   | 12,38         | 7.708            | 623               | 11055B   |

### Communes limitrophes
| Brecht  | Malle     |           |
| Schilde | Zoersel   |           |
| Ranst   | Zandhoven | Vorselaar |

## Démographie

### Évolution démographique: Avant la fusion des communes
- Sources : INS, Rem. : 1806 jusqu'en 1970 = recensements, 1976 = nombre d'habitants au 31 décembre[3].

### Évolution démographique: Commune fusionnée
Graphe de l'évolution de la population de la commune (la commune de Zoersel étant née de la fusion des anciennes communes de Zoersel et de Halle, les données ci-après intègrent les deux communes dans les données avant 1977.
- Source : DGS - Remarque: 1806 jusqu'à 1981=recensement; depuis 1990=nombre d'habitants chaque 1er janvier[4]

## Politique et administration

### Jumelages
- Lora del Río (Espagne) depuis 1986
- Crucea (Roumanie) depuis 1993
- Laubach (Allemagne) depuis 1975
- Bohicon (Bénin) depuis 2011